# Strobilanthes tetraspermus
Strobilanthes tetraspermus är en akantusväxtart som beskrevs av George Claridge Druce. Strobilanthes tetraspermus ingår i släktet Strobilanthes och familjen akantusväxter. Inga underarter finns listade i Catalogue of Life.